# Аніш (річка)
Аніш (чув. Энĕш, Енĕш) — річка, права притока Волги. Протікаючи по території Цивільського і Козловського районів Чувашії, впадає в Волгу вище міста Козловка. Довжина — 60,7 км, сточище — 904 км². Головні з численних приток — Великий Аніш, Аніш Середній, Малий Аніш.